# 美濃波多村
美濃波多村（みのはたむら）は三重県名賀郡にあった村。現在の名張市の北東端にあたる。

## 歴史
- 1889年（明治22年）4月1日 - 町村制の施行により、新田村・東田原村・中村・下小波田村・上小波田村の区域をもって伊賀郡美濃波多村が発足。
- 1896年（明治29年）4月1日 - 所属郡が名賀郡に変更。
- 1951年（昭和26年）4月1日 - 名張町に編入。同日美濃波多村廃止。

## 交通

### 鉄道路線
- 関西急行鉄道（現・近畿日本鉄道）
  - 大阪線
    - 美旗駅

  - 伊賀線
    - 美旗新田駅 - 西原駅

現在は旧村域に大阪線の桔梗が丘駅が所在するが、当時は未開業。